# Glimmerschiefer

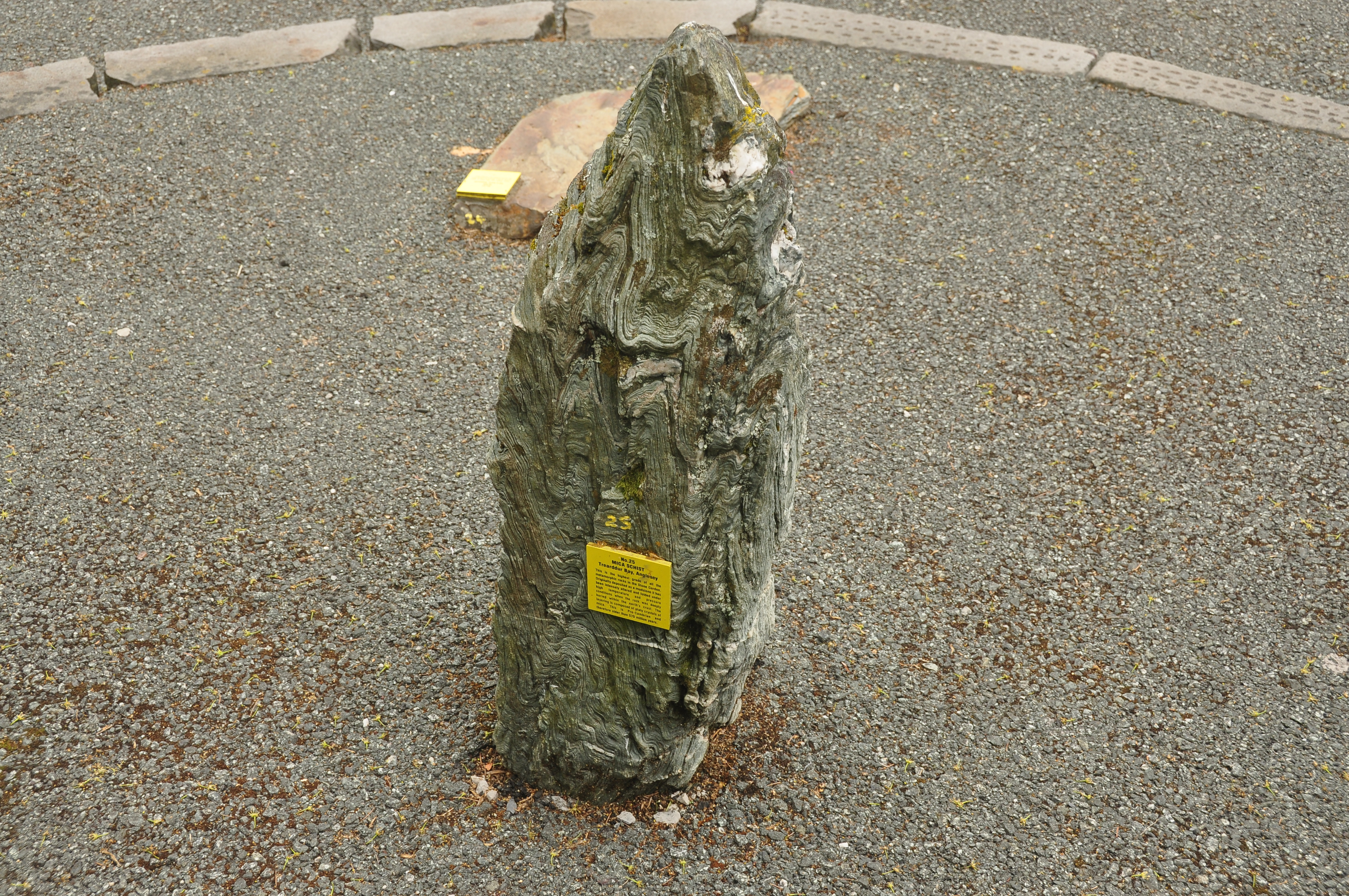
Glimmerschiefer aus Dan yr Ogof, Wales

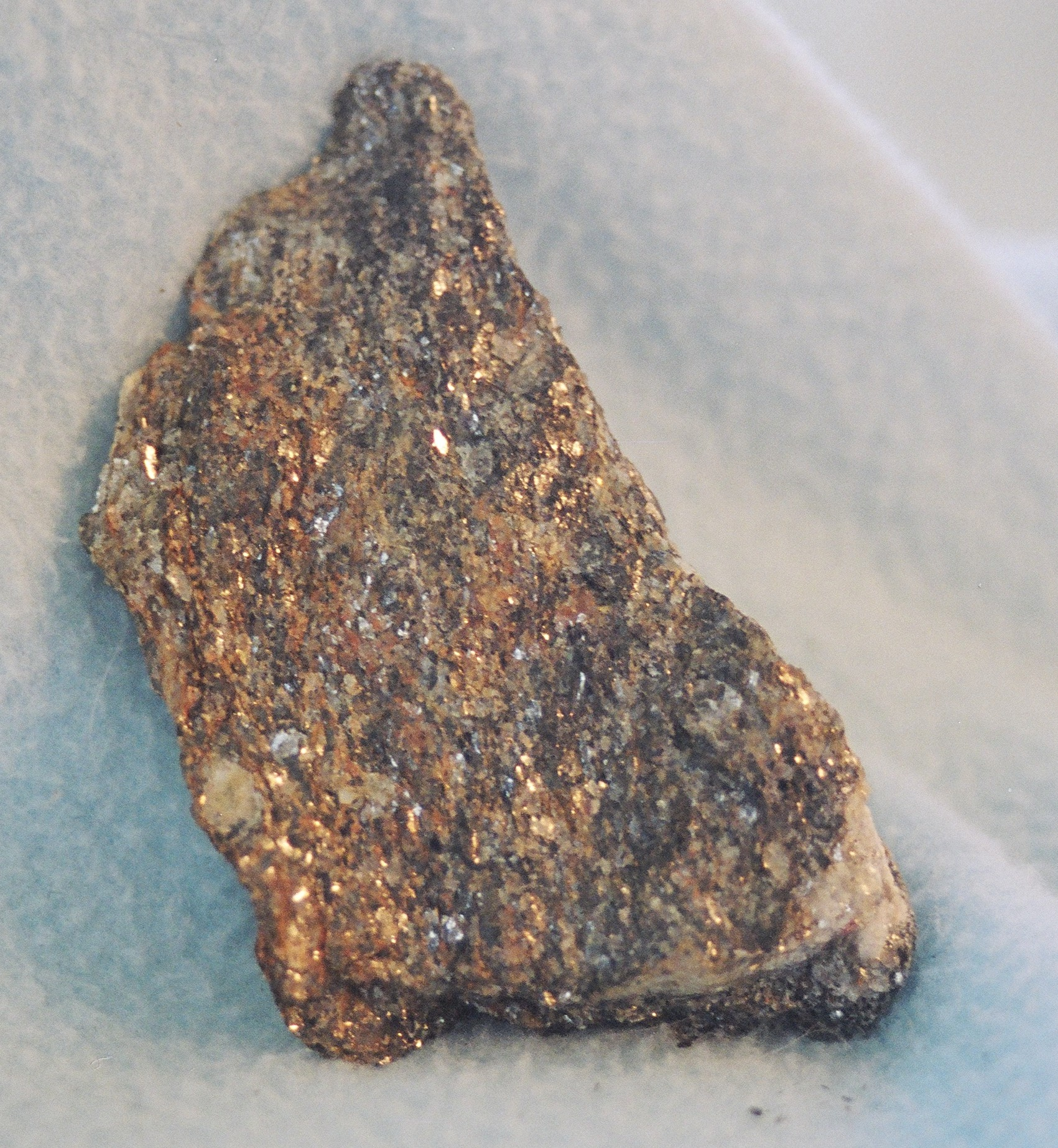
Glimmerschiefer aus dem Südosten von New York

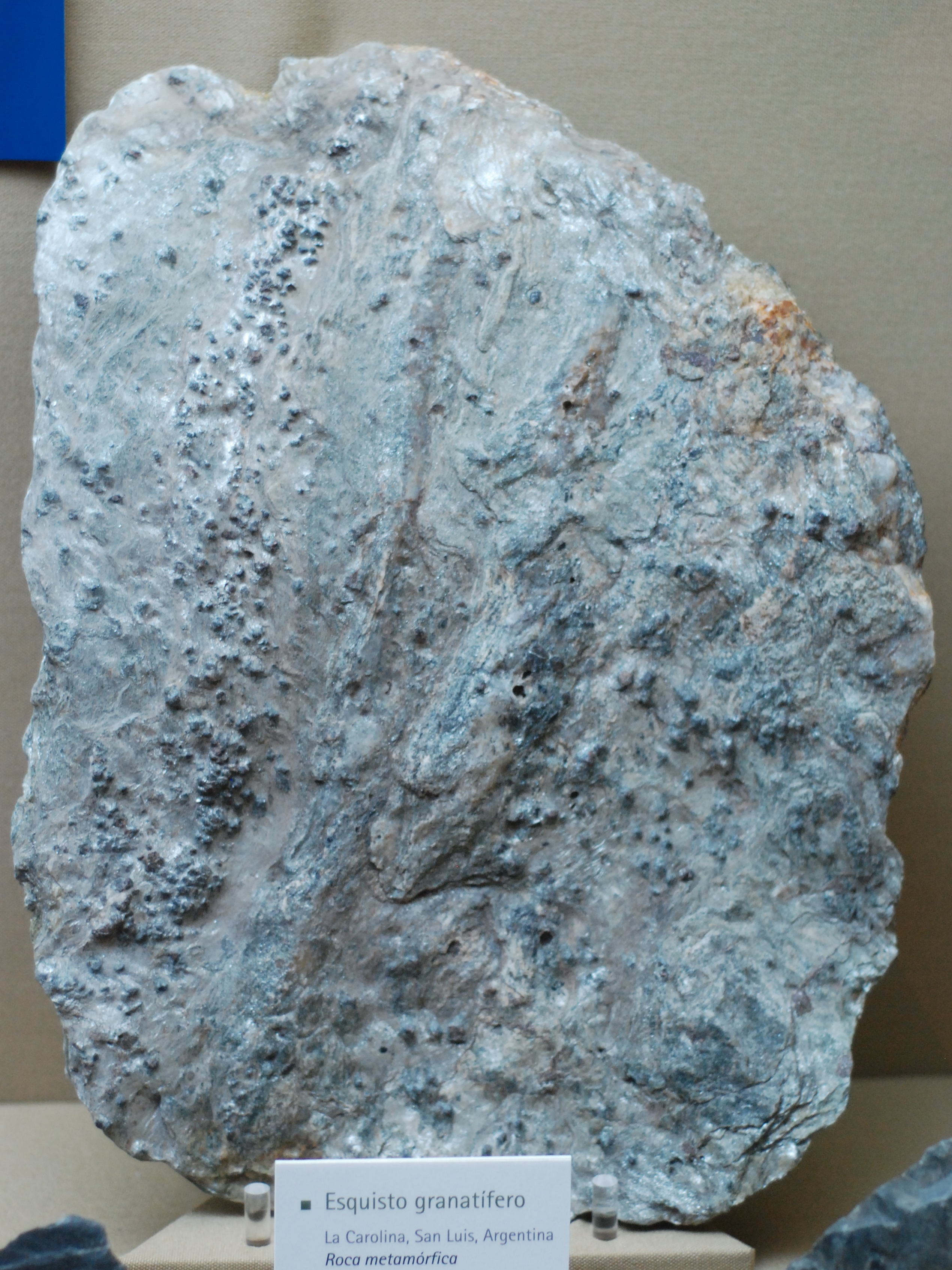
Granat-Glimmerschiefer. La Carolina, San Luis, Argentinien

Glimmerschiefer ist ein Sammelbegriff für geschieferte Metamorphite. Vom Gneis unterscheiden sie sich durch das Zurücktreten von Feldspat und das häufige Auftreten bestimmter, bezeichnender Minerale. Ausgangsgestein sind vor allem tonreiche Gesteine, also Tonsteine oder tonige Sandsteine, sie gehören damit zur Gruppe der Metapelite oder Metapsammite.

## Erscheinungsbild und Zusammensetzung
Glimmerschiefer sind mittel- bis grobkörnige Gesteine mit meist gut sichtbarem metamorphem, parallel ausgerichtetem Gefüge (metamorphe Paralleltextur). Der Anteil an Schichtsilikaten (vor allem Muskovit und Biotit, untergeordnet auch Paragonit) liegt über 50 %, der Feldspatanteil unter 20 %. An weiteren Gemengteile können neben Quarz unter anderem Granat, Staurolith, Turmalin und Disthen vorkommen. Die Mineralkörner sind zumeist mit bloßem Auge oder zumindest mit der Lupe erkennbar, sie können in manchen Fällen mehrere Zentimeter lang werden (Fruchtschiefer, Knotenschiefer).
Die Farbe der Glimmerschiefer ist hell- bis dunkelgrau, durch Verwitterung können sie jedoch auch bräunlich oder rötlich erscheinen. Die Dichte liegt zwischen 2,60 und 3,05 g/cm³.
Je nach Auftreten der weiteren Gemengeteile werden die Arten von Glimmerschiefer unterschieden, so etwa Quarz-Glimmerschiefer, Granat-Glimmerschiefer, Staurolith-Glimmerschiefer und andere. Von Phylliten unterscheiden sich Glimmerschiefer durch die Größe der Minerale, die im Falle des Phyllits nur unter dem Mikroskop erkennbar sind.

## Vorkommen
Glimmerschiefer sind weltweit dort verbreitet, wo die Druck- und Temperaturbedingungen für ihre Bildung ausreichen. Aus diesem Grund findet man sie häufig im Bereich der Kratone oder den Innenzonen von Gebirgen.
In den Alpen ist Glimmerschiefer ein häufiges Gestein, so etwa in den Österreichischen Zentralalpen oder im Wallis. In Deutschland gibt es Vorkommen im Erzgebirge, im Bayerischen Wald am Osser, im Vorspessart (bei Aschaffenburg) und im Taunus. Andere europäische Vorkommen liegen etwa in Spanien (Sierra Nevada), in Frankreich (Zentralmassiv, Massif des Maures, Bretagne …) oder großflächig an der Oberfläche anstehend in Norwegen, Schweden und Schottland. Außerhalb Europas treten sie zum Beispiel in vielen Gebirgen auf, so etwa in den Anden oder im Himalaya, und bilden große Gebiete etwa im Brasilianischen und Kanadischen Schild.

## Verwendung

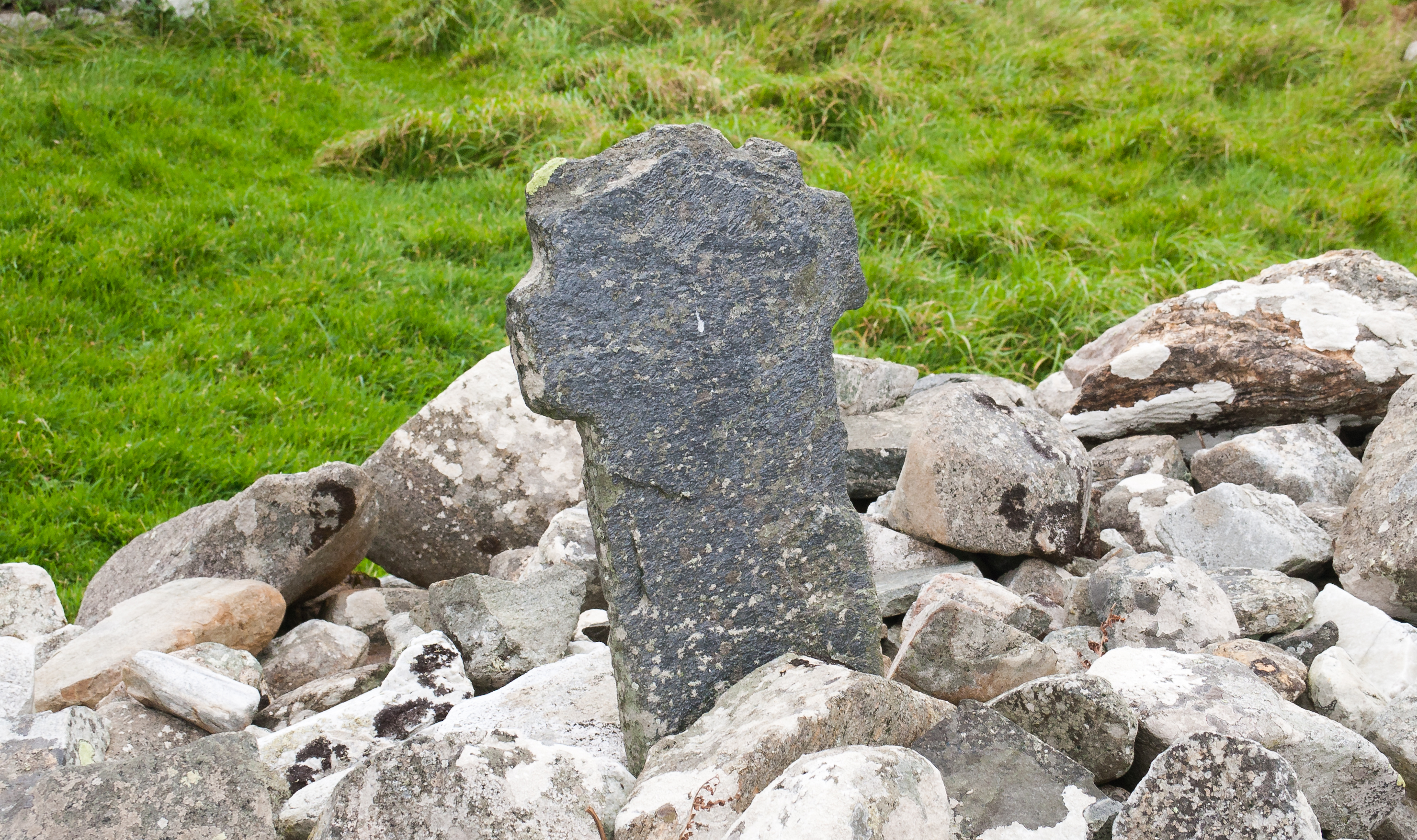
Kreuzplatte aus Glimmerschiefer in Glencolumbkille, Irland

Im Bauwesen werden Glimmerschiefer bisweilen als plattige Bausteine verwendet, zum Beispiel als Bodenbeläge. Hohe Qualität zeigen u. a. die Steinbrüche von Fischbach (Taunus). Gute Sorten außerhalb Deutschlands kommen zum Beispiel aus Fåvang in Norwegen oder bis 1964 als Fexerplatten aus dem Fextal in der Schweiz.
Im Mittelalter wurde Glimmerschiefer zur Herstellung von Mühlsteinen genutzt, die nur selten geschärft werden mussten.